# Faxe Kirke
Faxe Kirke er en kirke i Faxe.
Kirken er fra midten af 1400-tallet og opført i sengotisk stil af røde munkesten med hvide kridtstensbjælker.
I våbenhuset findes kalkmalerier fra før reformationen.
Kong Hans forærede i 1492 kirken til Københavns Universitet, som ejede den frem til 1934, hvor den overgik til selveje.